# Nebra-sur-Unstrut
Nebra-sur-Unstrut, en allemand Nebra/Unstrut, est une ville d'Allemagne située dans le Land de Saxe-Anhalt près de Naumburg sur les bords de la rivière Unstrut, un petit affluent de la Saale. Nebra est devenue mondialement célèbre après la découverte du disque de Nebra. Nebra est également connu pour avoir une ruine d'une forteresse médiévale.
- Figurines féminines de Nebra (de) (Magdalénien)

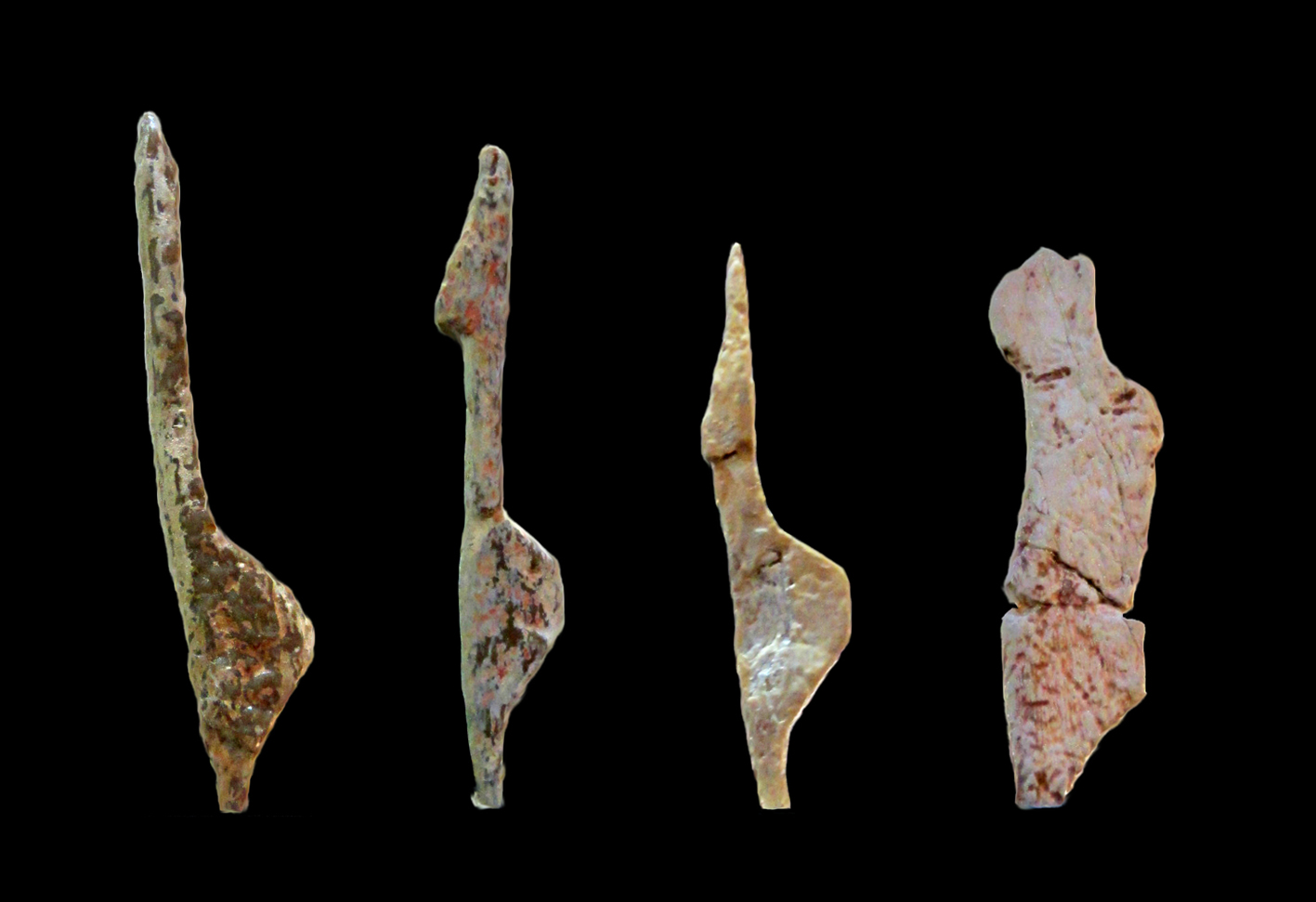
(Magdalénien)

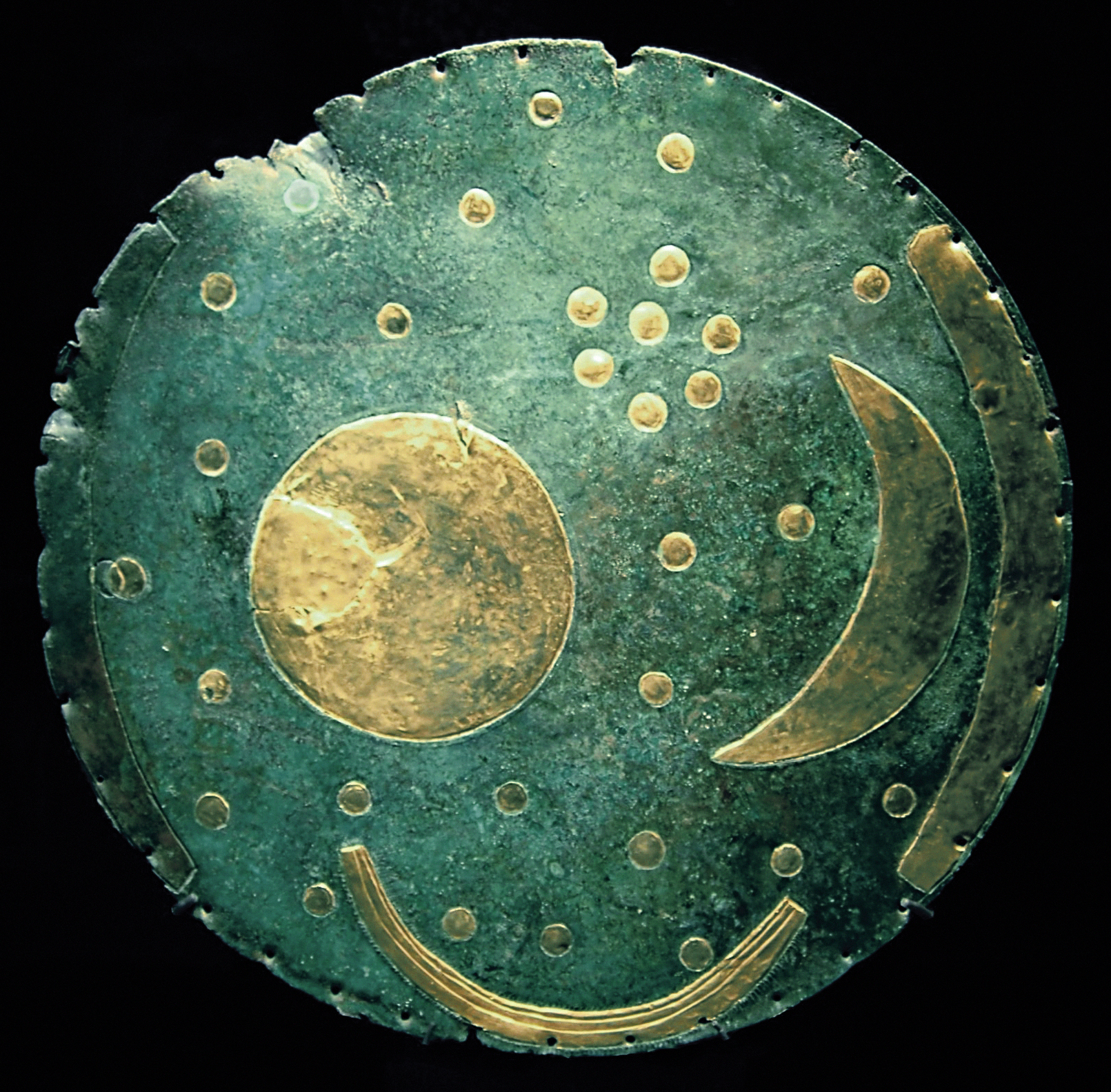
Disque de Nebra (transition Bronze ancien / Bronze moyen ou Bronze A / Bronze B)
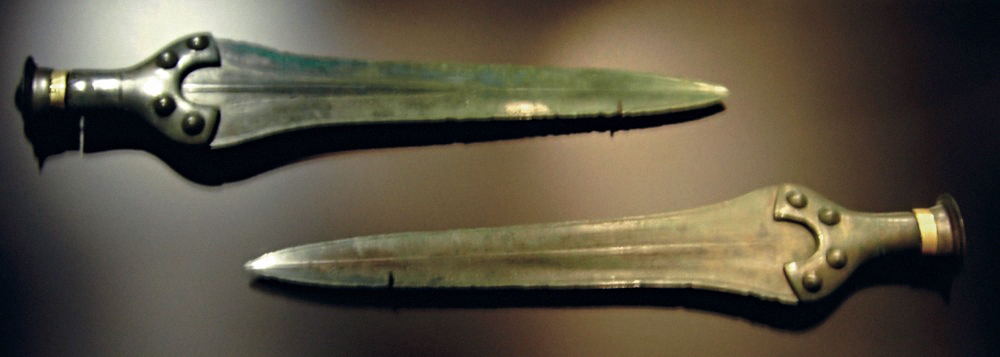
Lames accompagnant le disque de Nebra